# FC St. Wendel
Der FC St. Wendel (offiziell: Fußball-Club St. Wendel e. V.) war ein Sportverein aus St. Wendel im Saarland. Die erste Fußballmannschaft spielte sechs Jahre in der damals drittklassigen Oberliga Südwest und nahm einmal am DFB-Pokal teil.

## Geschichte
Der Verein wurde im September 1910 gegründet und fusionierte im Jahre 1934 mit der Sportvereinigung St. Wendel zum SV St. Wendel. Dieser fusionierte wiederum im Herbst 1941 mit dem 1861 gegründeten TV St. Wendel und dem Reichsbahn TuSV St. Wendel zur SG Reichsbahn St. Wendel. Die SG Reichsbahn wurde im September 1945 aufgelöst. Als Nachfolgeverein wurde der SV Wendalina St. Wendel gegründet, der im Jahre 1949 wieder den Namen FC St. Wendel annahm.
1958 stieg der FC in die damals drittklassige Amateurliga Saarland auf und erreichte 1960 und 1961 jeweils den fünften Platz. Nach dem Abstieg 1965 wurde die Mannschaft in die Kreisliga durchgereicht. 1970 kehrte der FC in die 2. Amateurliga Ost zurück und stieg 1974 in die Amateurliga Saarland auf. Drei Jahre später gewann die Mannschaft den Saarlandpokal durch einen 1:0-Finalsieg über Saar 05 Saarbrücken. Damit qualifizierte sich die Mannschaft für den DFB-Pokal, wo man in der ersten Runde gegen Fortuna Düsseldorf mit 1:6 ausschied. 1978 qualifizierte sich der FC für die neu geschaffene Oberliga Südwest.
Dort erreichte die Mannschaft in der ersten Saison auf Anhieb Platz vier. Drei Jahre später stieg der FC in die Verbandsliga Saarland ab und schaffte den direkten Wiederaufstieg. Die Meisterschaft sicherte sich St. Wendel durch die bessere Tordifferenz gegenüber dem punktgleichen Verein Union Hülzweiler. Es folgten drei weitere vom Abstiegskampf geprägte Oberligajahre, ehe 1985 der erneute Abstieg in die Verbandsliga folgte. Im Jahre 1987 ging es für den FC hinab in die Landesliga, ehe drei Jahre später der Abstieg in die Bezirksliga folgte. 1997 gelang die Rückkehr in die Landesliga, aus der die Mannschaft vier Jahre später wieder abstieg. Seit dem Abstieg im Jahre 2004 trat der FC St. Wendel in der Kreisliga A an. Zur Saison 2013/14 wurde mit dem Lokalrivalen SV Blau-Weiß St. Wendel die Spielgemeinschaft SG St. Wendel gegründet.

## Nachfolgeverein FC Blau-Weiß St. Wendel
Zum 1. Juni 2018 fusionierten die Vereine FC St. Wendel und SV Blau-Weiß St. Wendel zu FC Blau-Weiß St. Wendel. Zur Saison 2019/20 konnte die Mannschaft die Meisterschaft in der Bezirksliga St. Wendel und sich damit den Aufstieg in die Landesliga Nord sichern.
In der Saison 2022/23 gelang der Mannschaft nach einem zweiten Platz in der Landesliga Nord und einem anschließenden 4:0-Erfolg über die Spvgg. Einöd-Ingweiler im Relegationsspiel zur Verbandsliga Nord-Ost, der Aufstieg in diese.
In der Saison 2023/24 spielt der FC Blau-Weiß St.Wendel in der Verbandsliga Nord-Ost.

## Persönlichkeiten
- Günther Fuchs
- Werner Fuchs